# حافظ الميرازي
حافظ الميرازي هو صحفي مصري، عمل في عدد من المؤسسات الإعلامية بينها بي بي سي وقناتي الجزيرة والعربية، ويقدم برنامج توك شاشي يسمى بتوقيت القاهرة في التليفزيون المصري على شاشة الفضائية المصرية والقناة الثانية.

## النشأة والمسيرة المهنية
درس حافظ الميرازي بكلية الاقتصاد والعلوم السياسية بجامعة القاهرة ثم تحصل على منحة وسافر للدراسة بالولايات المتحدة أين حاز على ماجستير في السياسة والعلاقات الدولية من الجامعة الكاثوليكية بأمريكا. عاصر الميرازي أثناء فترة الجامعة «المد الطلابي» وفي جيله تخرج معظم الناشطين سياسيا ويري أن الحركة الطلابية قضي عليها منذ أحداث 18 و19 يناير 1977 وهو الأمر الذي يراه أكبر خسارة منيت بها الحياة السياسية في مصر.
في واشنطن التي قرر السفر إليها بعد أن عمل فترة ب إذاعة صوت العرب نجح الميرازي في نسج العديد من العلاقات مع شخصيات نافذة أثناء عمله بإذاعة صوت أمريكا، وبي بي سي ومقدما لبرنامج إذاعي بعد ذلك، وهو ما أهله فيما بعد ليكون مديرا لمكتب قناة الجزيرة بواشنطن منذ عام،2000.
الميرازي متزوج من صحفية تونسية ولهما طفلان هما سارة وكريم، وزوجته التونسية تعرف عليها أثناء عملها بالإذاعة التونسية.

## الجزيرة
صرح في حوار مع جريدة الحياة اللندنية تركه لقناة الجزيرة بعد تسلم إدارتها من قبل مديرها وضاح خنفر، حيث بدأت القناة بالتغير منذ ذاك الحين ولاختيار خنفر مساعدين ينتمي غالبيتهم «للتيار الإسلامي المتشدد»، مضيفا أن «القرارات التي كان يتخذها بمكتب القناة الذي أسسه بواشنطن صارت تصدر من قطر» ومن «أصحاب أجندات تدعم تياراً دينياً محدداً» حسب تعبيره.

## إقالته من العربية
عقب أحداث ثورة 25 يناير بمصر في 2011 وضمن حلقة من برنامج «استوديو القاهرة» الذي بث عبر قناة العربية استضاف خلالها الإعلامي المصري حمدي قنديل جرى فيها انتقاد الإعلام السعودي بشكل حاد ما أدى إلى نشوب خلاف بينه وبين إدارة القناة التي تديرها مجموعة إم بي سي المملوكة من قبل شخصيات سعودية، قرر رئيس مجلس إدارة المجموعة المالكة للقناة إعفاءه من العمل بالقناة.

### الحلقة الأخيرة من برنامج استوديو القاهرة
ذكر حافظ الميرازي لقنديل في الحلقة أنه خاض صراعا طويلا حتى يحصل على موافقة مسؤولي القناة لظهوره معه، وأن هذا كان مؤشرا خطيرا حول ما تجري عليه الأمور في وسائل الإعلام التي تتعامل وفق مواقف حكومات أو ملاك، وليس وفق منهج إعلامي واضح، فرد قنديل قائلا: هذا أمر طبيعي حيث إني لي خلافات مع كثيرين، لكن الأوضاع ستتغير سريعا بالتغير القائم الآن في مصر، على حد قوله، وذلك حسبما نشرت صحيفة الشروق.
واعتبرت الشركة المالكة للقناة بمثابة انقلاب من قِبل الميرازي وهو مدير مكتب قناة العربية في القاهرة على الخط التحريري للقناة.
وقال مدير مكتب قناة العربية في القاهرة حافظ الميرازي إنه سيخصص حلقته القادمة للحديث عن تأثير الثورة على السعودية، وسيرى إن كان سيبقى في منصبه عندها ستبث الحلقة، وإن لم يكن، فسيرحل، قائلا  إذا لم تشاهدوني في الحلقة القادمة فمعناه أني أودعكم، فرد عليه ضيفه حمدي قنديل احسنت وصافحه مؤكدا مساندته لموقفه.

## وصلات خارجية
- رابط الحلقة التي أدت إلى إقالة الميرازي